# Stureost
Stureost är en typ av hushållsost som har sitt ursprung i den så kallade Fästemannaosten från mejeriet i Sävsjö i Småland. Den saluförs av Arla.
År 2011 flyttades produktionen från Falkenbergs mejeri till Danmark. Numera görs osten på dansk mjölkråvara.
Från början tillverkades den med fetthalten 60+ eller 45+. Därefter med fetthalten 38 %. Osten lagras och blir då mer smakrik. Namnet Stureost kommer från Sten Sture den yngre, som hade ett jaktslott i Sävsjö. Detta slott finns avbildat i Sävsjös stadsvapen och på ostetiketten.[källa behövs]